# Quinn Dornstauder
Quinn Asia Urbaniak-Dornstauder (Prince Albert, 16 agosto 1995) è una cestista canadese.

## Carriera
Con il Canada ha disputato i Campionati americani del 2019.